# New England Patriots 2014
La stagione 2014 dei New England Patriots è la 45ª della franchigia nella National Football League, la 55ª complessiva e la 15ª con Bill Belichick come capo-allenatore. Per la quarta stagione consecutiva la squadra ha terminato con un record di 12–4 e ha vinto il sesto titolo consecutivo della AFC East division, assicurandosi il vantaggio del fattore campo in tutti i playoff della AFC. L'11 gennaio 2015, i Patriots hanno sconfitto i Baltimore Ravens nel Divisional Round, raggiungendo la quarta finale della AFC consecutiva, dove hanno battuto gli Indianapolis Colts, qualificandosi per il loro ottavo Super Bowl. In quella partita hanno affrontato e sconfitto per 28-24 i Seattle Seahawks, laureandosi per la quarta volta nella loro storia campioni della NFL.
Dopo la finale della AFC, i Colts accusarono i Patriots di avere intenzionalmente sgonfiato i propri palloni per favorire la presa del proprio quarterback, una pratica vietata. I risultati dello scandalo, divenuto noto come Deflategate, furono pubblicati dalla NFL il 6 maggio 2015. Cinque giorni dopo, la lega sospese Brady per le prime quattro partite della stagione 2015, multò i Patriots di un milione di dollari e revocò loro la scelta del primo giro del Draft NFL 2016 e la scelta del quarto giro del Draft NFL 2017.

## Scelte nel Draft 2014
| Giro | Scelta  | Giocatore        | Ruolo            | College            |
| ---- | ------- | ---------------- | ---------------- | ------------------ |
| 1    | 29      | Dominique Easley | Defensive tackle | Florida            |
| 2    | 62      | Jimmy Garoppolo  | Quarterback      | Eastern Illinois   |
| 3    | Nessuna | Nessuna          | Nessuna          | Nessuna            |
| 4    | 105     | Bryan Stork      | Centro           | Florida State      |
| 4    | 130     | James White      | Running back     | Wisconsin          |
| 4    | 140     | Cameron Fleming  | Offensive tackle | Stanford           |
| 5    | Nessuna | Nessuna          | Nessuna          | Nessuna            |
| 6    | 179     | Jon Halapio      | Guardia          | Florida            |
| 6    | 198     | Zach Moore       | Defensive end    | Concordia-St. Paul |
| 6    | 206     | Jemea Thomas     | Cornerback       | Georgia Tech       |
| 7    | 244     | Jeremy Gallon    | Wide receiver    | Michigan           |

## Staff
| Staff dei New England Patriots nel 2014 |
| --- |
| Organi dirigenziali - Chairman/CEO: Robert K. Kraft - Presidente: Jonathan Kraft - Direttore del personale: Nick Caserio Capo allenatore - Bill Belichick Altri allenatori - Assistente del capo allenatore/Offensive Line: Dante Scarnecchia - Assistente dei coach: Steve Belichick - Sviluppo della forza e della condizione: Harold Nash - Assistente dello sviluppo della forza e della condizione: Moses Cabrera Allenatori dell'attacco - Coordinatore dell'attacco/Quarterback: Josh McDaniels - Running back: Ivan Fears - Wide Receiver: Chad O'Shea - Tight End: George Godsey Allenatori della difesa - Coordinatore della difesa: Matt Patricia - Defensive Line: Patrick Graham - Linebacker: Pepper Johnson - Cornerback: Josh Boyer - Safety: Brian Flores Allenatori dello special team - Coordinatore dello Special Team: Scott O'Brien - Assistente del coordinatore dello Special Team: Joe Judge |

## Roster
| Roster dei New England Patriots nel 2014 |
| --- |
| Quarterback - 12 Tom Brady - 10 Jimmy Garoppolo Running Back - 29 LeGarrette Blount - 38 Brandon Bolden - 46 James Develin FB - 35 Jonas Gray - 34 Shane Vereen - 28 James White Wide Receiver - 80 Danny Amendola - 17 Aaron Dobson - 11 Julian Edelman - 19 Brandon LaFell - 18 Matthew Slater - 84 Brian Tyms Tight End - 87 Rob Gronkowski - 47 Michael Hoomanawanui - 81 Tim Wright Offensive Linemen - 61 Marcus Cannon T/G - 63 Dan Connolly C/G - 65 Jordan Devey G/T - 71 Cameron Fleming T - 67 Josh Kline G - 77 Nate Solder T - 66 Bryan Stork C/G - 76 Sebastian Vollmer T - 62 Ryan Wendell C Defensive Linemen - 97 Alan Branch DT - 74 Dominique Easley DE - 95 Chandler Jones DE - 94 Chris Jones DE - 71 Zach Moore DE - 50 Rob Ninkovich DE - 75 Vince Wilfork NT Linebacker - 55 Akeem Ayers OLB/DE - 52 Jonathan Casillas OLB - 91 Jamie Collins OLB/ILB - 54 Dont'a Hightower MLB/OLB - 59 Chris White MLB Defensive Back - 25 Kyle Arrington CB/SS - 39 Brandon Browner CB - 29 Malcolm Butler CB - 23 Patrick Chung SS - 37 Alfonzo Dennard CB - 43 Nate Ebner SS/FS - 30 Duron Harmon SS - 32 Devin McCourty FS - 24 Darrelle Revis CB - 26 Logan Ryan CB/SS - 27 Tavon Wilson SS/FS Special Team - 48 Danny Aiken LS - 6 Ryan Allen P - 3 Stephen Gostkowski K Lista delle riserve - 99 Michael Buchanan DE (IR) - 31 Tyler Gaffney RB (IR) - 45 Cameron Gordon OLB (IR) - 51 Jerod Mayo MLB (IR) - -- James Morris MLB (IR) - 16 Greg Orton WR (IR) - 22 Stevan Ridley RB (IR) - 96 Sealver Siliga DT (IR-DRF) Squadra di allenamento - 64 Chris Barker G - 92 Jake Bequette DE - 82 Josh Boyce WR - 58 Darius Fleming OLB - 68 Caylin Hauptmann T - 14 Jonathan Krause WR - 72 Joe Vellano DT - 98 Casey Walker DT 53 attivi, 8 inattivi, 8 nella squadra di allenamento |
| Legenda - I rookie sono in corsivo. - Il primo ruolo è il principale mentre gli eventuali successivi indicano i ruoli secondari. - (IR) sta per Injured Reserve ed indica la lista ristretta per un solo giocatore infortunato che può tornare ad allenarsi dopo la settimana 6 e a rientrare in prima squadra dopo che questa ha giocato 8 partite. - (NF-Inj.) / (NF-Ill.) stanno rispettivamente per Non-Football Injured e Non-Football Illness ed indicano le liste dove viene inserito un giocatore che ha un infortunio o una malattia non dipendente dal football americano. - (PUP) sta per Physically Unable to Perform ed indica la lista dove viene inserito un giocatore mentre è in attesa di recuperare la condizione fisica. Nella stagione regolare dopo la sesta partita giocata dalla propria squadra, il giocatore ha tempo tre settimane per riprendere ad allenarsi, più tre settimane aggiuntive dal suo rientro agli allenamenti per rientrare in prima squadra. |

## Calendario

### Stagione regolare
| Turno | Data               | Ora                | Avversario            | Risultato          | Risultato          | Stadio               | TV                 | NFL.com recap      |
| Turno | Data               | Ora                | Avversario            | Punteggio          | Record             | Stadio               | TV                 | NFL.com recap      |
| ----- | ------------------ | ------------------ | --------------------- | ------------------ | ------------------ | -------------------- | ------------------ | ------------------ |
| 1     | 7/9                | 1:00 p.m. EDT      | at Miami Dolphins     | S 20–33            | 0–1                | Sun Life Stadium     | CBS                | Recap              |
| 2     | 14/9               | 1:00 p.m. EDT      | at Minnesota Vikings  | V 30–7             | 1–1                | TCF Bank Stadium     | CBS                | Recap              |
| 3     | 21/9               | 1:00 p.m. EDT      | Oakland Raiders       | V 16–9             | 2–1                | Gillette Stadium     | CBS                | Recap              |
| 4     | 29/9               | 8:30 p.m. EDT      | at Kansas City Chiefs | S 14–41            | 2–2                | Arrowhead Stadium    | ESPN               | Recap              |
| 5     | 5/10               | 8:30 p.m. EDT      | Cincinnati Bengals    | V 43–17            | 3–2                | Gillette Stadium     | NBC                | Recap              |
| 6     | 12/10              | 1:00 p.m. EDT      | at Buffalo Bills      | V 37–22            | 4–2                | Ralph Wilson Stadium | Fox                | Recap              |
| 7     | 16/10              | 8:25 p.m. EDT      | New York Jets         | V 27–25            | 5–2                | Gillette Stadium     | CBS                | Recap              |
| 8     | 26/10              | 1:00 p.m. EDT      | Chicago Bears         | V 51–23            | 6–2                | Gillette Stadium     | Fox                | Recap              |
| 9     | 2/11               | 4:25 p.m. EST      | Denver Broncos        | V 43–21            | 7–2                | Gillette Stadium     | CBS                | Recap              |
| 10    | Settimana di pausa | Settimana di pausa | Settimana di pausa    | Settimana di pausa | Settimana di pausa | Settimana di pausa   | Settimana di pausa | Settimana di pausa |
| 11    | 16/11              | 8:30 p.m. EST      | at Indianapolis Colts | V 42–20            | 8–2                | Lucas Oil Stadium    | NBC                | Recap              |
| 12    | 23/11              | 1:00 p.m. EST      | Detroit Lions         | V 34–9             | 9–2                | Gillette Stadium     | Fox                | Recap              |
| 13    | 30/11              | 4:25 p.m. EST      | at Green Bay Packers  | S 21–26            | 9–3                | Lambeau Field        | CBS                | Recap              |
| 14    | 7/12               | 8:30 p.m. EST      | at San Diego Chargers | V 23–14            | 10–3               | Qualcomm Stadium     | NBC                | Recap              |
| 15    | 14/12              | 1:00 p.m. EST      | Miami Dolphins        | V 41–13            | 11–3               | Gillette Stadium     | CBS                | Recap              |
| 16    | 21/12              | 1:00 p.m. EST      | at New York Jets      | V 17–16            | 12–3               | MetLife Stadium      | CBS                | Recap              |
| 17    | 28/12              | 1:00 p.m. EST      | Buffalo Bills         | S 9–17             | 12–4               | Gillette Stadium     | CBS                | Recap              |

Nota
- Gli avversari della propria division sono in grassetto.

### Playoff
| Turno            | Data                                      | Ora                                       | Avversario (seed)                         | Risultato                                 | Risultato                                 | Stadio                                    | TV                                        | NFL.com recap                             |
| Turno            | Data                                      | Ora                                       | Avversario (seed)                         | Punteggio                                 | Record                                    | Stadio                                    | TV                                        | NFL.com recap                             |
| ---------------- | ----------------------------------------- | ----------------------------------------- | ----------------------------------------- | ----------------------------------------- | ----------------------------------------- | ----------------------------------------- | ----------------------------------------- | ----------------------------------------- |
| Wild Card        | Qualificati direttamente al secondo turno | Qualificati direttamente al secondo turno | Qualificati direttamente al secondo turno | Qualificati direttamente al secondo turno | Qualificati direttamente al secondo turno | Qualificati direttamente al secondo turno | Qualificati direttamente al secondo turno | Qualificati direttamente al secondo turno |
| Divisional       | 10/1                                      | 4:35 p.m. EST                             | Baltimore Ravens (6)                      | V 35–31                                   | 13-4                                      | Gillette Stadium                          | NBC                                       | Recap                                     |
| AFC Championship | 18/1                                      | 6:40 p.m. EST                             | Indianapolis Colts (4)                    | V 45-7                                    | 14-4                                      | Gillette Stadium                          | CBS                                       | Recap                                     |
| Super Bowl XLIX  | 1/2                                       | 6:30 p.m. EST                             | vs. Seattle Seahawks (N1)                 | V 28-24                                   | 15-4                                      | University of Phoenix Stadium             | NBC                                       |                                           |

## Premi
- Rob Gronkowski:

comeback player of the year
- Tom Brady

MVP del Super Bowl